# Volerão Publílio Filão
Volerão Publílio Filão ou Volerão Publílio Filo (em latim: Volero Publilius Philo) foi um político da gente Publília nos primeiros anos da República Romana eleito tribuno consular em 399 a.C.. A gente Publília reivindicava descender do célebre Volerão Publílio, tribuno da plebe em 472 a.C., e, por isso, os tribunos consulares de 400 e 399 a.C., chamados "Philones", alegavam ser netos dele.

## Tribunato consular (399 a.C.)
Em 399, foi eleito tribuno consular com Lúcio Atílio Prisco, Marco Pompônio Rufo, Cneu Genúcio Augurino, Marco Vetúrio Crasso Cicurino e Caio Duílio Longo. Lívio nomeia um "Cn. Duillium" ("Cneu") ao invés de um "G. Duillium" ("Caio"). Marco Vetúrio foi o único patrício eleito neste ano.
Durante o cerco a Veios, registrou-se um súbito influxo de guerreiros capenatos e faliscos, que atacaram de surpresa as forças romanas que cercavam a cidade. Porém, lembrando do desastre provocado pela falta de cooperação entre os tribunos consulares Mânio Sérgio Fidenato e Lúcio Vergínio Tricosto Esquilino (em 402 a.C.), os tribunos rapidamente organizaram juntos uma contra-ofensiva que colocou o inimigo em fuga.